# Xu Zhonglin
Xu Zhonglin (許仲琳;许仲琳) est un écrivain chinois natif de Nanjing pendant la Dynastie Ming (on ignore la date et le lieu exacts).

## Œuvre
- Fengshen Yanyi (封神演義;封神演义) (L'Investiture des dieux), probablement pour la dot de sa fille